# هيلاري جوردن
هيلاري جوردن (بالإنجليزية: Hillary Jordan)‏‏ (1963 في دالاس، تكساس - ) روائية من الولايات المتحدة.

## روابط خارجية
- هيلاري جوردن على موقع IMDb (الإنجليزية)